# Un film inachevé
Pour plus de détails, voir Fiche technique et Distribution.
Un film inachevé (en hébreu : שתיקת הארכיון, Shtikat haArkhion, en anglais : A Film Unfinished (ou Quand les nazis filmaient le ghetto) est un film documentaire israélien de la réalisatrice Yahel Hersonski sorti en 2010.
Le film présente la propagande antisémite dans le cinéma allemand nazi et peut être un exemple du manque d'esprit critique qui peut être observé face à la propagande allemande traitant du sort des Juifs durant la Seconde Guerre mondiale.

## Histoire
Ce sont des séries de bobines de films de 35 mm allemandes, anonymes, sans générique, portant la seule inscription : Das Ghetto, retrouvées dans les années 1950 qui sont à l'origine du film de Yahel Hersonski. Ces bobines constituent un « documentaire » allemand sur le ghetto de Varsovie durant la Seconde Guerre mondiale. Dans les années 1990, la découverte d'une bobine manquante viendra éclairer la propagande qui se cachait dans les premières images retrouvées et le véritable but des Allemands qui réalisèrent ces images. 
Yahel Hersonski a retrouvé et joint à son film l'interview de l'un des cameraman allemand de l'époque, Willy Wist. Ce dernier ne se souvient pas du nom exact du réalisateur qui dirigeait le tournage. C'était un officier de la SA (Sturmabteilung) surnommé le « faisan doré » qui dirigeait tout, mais sans avoir de connaissance particulière du métier. Quant aux opérateurs,
ils n'avaient aucune liberté dans leur travail et ne connaissaient pas la destination dernière du film. Celui-ci était envoyé à Berlin pour le développement et le montage.

## La réalisatrice et les producteurs
Yahel Hersonski a participé aux programmes culturels de la chaîne de télévision israélienne Channel 10. Elle réalise des documentaires et des fictions pour la télévision. Un film inachevé, quand les nazis filmaient le ghetto est son premier long métrage.
Le film est produit par Noemi Schory et Itay Ken-Tor en coopération avec Arte et avec le soutien de The New Israeli Foundation for Cinema and Télévision et Yad Vashem Film Project.

## Le sujet de « Das Ghetto»
Dans les années 1950, des archivistes de la République démocratique allemande retrouvent des milliers de documents audiovisuels du service de propagande nazi dans un bunker isolé dans une forêt.
Parmi ces documents se trouvaient une série de bobines de films de 35 mm, sans pistes audio, sans générique, portant seulement l'inscription Das Ghetto. Ces bobines constituent la version brute d'un film commandé en mai 1942 à une équipe de tournage du Reich qui filma pendant près d'un mois la vie dans le ghetto de Varsovie. Les séquences ne sont pas encore montées et des scènes alternent, montrant d'un côté la grande richesse de certains juifs et la pauvreté extrême des autres.
Pendant des années, ces séquences ont été utilisées dans d'autres documentaires pour montrer ce qui était considéré comme une « vérité historique » : dans des films ; dans des émissions de télévision.
Toutefois, petit à petit, sont rassemblés des témoignages qui contredisent la fiction. Puis, dans les années 1990, une bobine manquante est retrouvée montrant des « rushes » (preuves de tournages) supprimés au montage, ainsi que des répétitions de scènes montées de toutes pièces avec des « acteurs » non professionnels trouvés sur place parmi les Juifs du ghetto de Varsovie. Les buts de ce film ressortent alors clairement : faire croire que les Juifs n'ont aucune compassion entre eux et que cela les rend indignes et haïssables. Faire croire de plus qu'ils bénéficient d'une vie de riches dans le ghetto et démentir les informations circulant sur la pauvreté dans les ghettos.
Ces informations sont confirmées par l'interview d'un membre de l'équipe de tournage du film à Varsovie qui se rappelle dans quelles circonstances le film avait été tourné, quelles instructions avaient été données et quelles étaient les intentions cachées ou supposées.
Créer une propagande anti-juive et pro-nazie qui permette par la suite de justifier l'élimination massive d'un peuple, tel était le but poursuivi par les commanditaires du film. Ce qui n'est pas banal c'est l'utilisation du film pendant plusieurs décennies après la guerre comme pour accréditer la thèse que les Allemands voulaient imposer.

## Film prédisant la montée du nazisme
En 2015, un film datant de 1924 et nécessitant une restauration été retrouvé. Intitulé La ville sans Juifs, il illustre la montée du nazisme avant l'arrivée d'Adolf Hitler au pouvoir. Il est adapté du roman éponyme de Hugo Bettauer, présenté au public à Vienne en 1924. Les Archives nationales autrichiennes procèdent à sa restauration[réf. nécessaire].

## Récompenses et distinctions
- Prix du montage Festival de Sundance 2010.
- Meilleur documentaire Hot Docs Canadian International Documentary Festival 2010.